# Herman van Oosterzee
Hermannus Adrianus van Oosterzee (Rotterdam, 5 december 1863 – Utrecht, 12 mei 1933) was een Nederlands schilder, tekenaar, etser en lithograaf.
Herman was een telg uit het geslacht Van Oosterzee dat is opgenomen in het genealogische naslagwerk Nederland's Patriciaat; zoon van Mattheus Henrik Cornelis van Oosterzee (1819–1884), directeur der Algemeene Brandwaarborg Maatschappij te Rotterdam en Anna Maria Cornelia Schadee (1820–1863), nakomeling van het Rotterdams notarisgeslacht dat grondlegger was van advocatenkantoor NautaDutilh. In 1889 huwde hij te Lede met de Arnhemse koopmansdochter Hendrina Geurdina de Hartog (1870–1943), een nicht van zijn zwager. Het huwelijk bleef kinderloos.
Zijn opleiding genoot hij aan de Academie voor Beeldende Kunsten te Rotterdam en was leerling van Paul Joseph Constantin Gabriël, Simon Moulijn en Jan Striening.
Hij was woonachtig te Rotterdam-Kralingen (tot 1889), Den Haag (tot 1891), Rijswijk (tot 1924) en Doorn (tot 1933) en werkte tevens in de provincies Gelderland, Drenthe, Noord-Brabant, Limburg en Zeeland. Ook produceerde hij werk tijdens een studiereis naar Noorwegen. Het oeuvre, hoofdzakelijk weide-, heide-, zomer-, maanlicht- en Noorse nachtlandschappen, ontlokte door atmosfeer en kleurgebruik gunstige kritieken. Veel werk vertoont overeenkomst met dat van de Haagse School.

Hoewel hij al vanaf 1891 bij en in Rijswijk woonde en werkte, trad hij pas in 1910 wat meer op de voorgrond als een van de oprichters van de Vereenigde Rijswijksche Kunstschilders. Het Museum Rijswijk heeft werk van hem in haar collectie, evenals het Rijksmuseum en Noordbrabants Museum.
Herman van Oosterzee was lid van de Haagsche Kunstkring en Pulchri Studio te Den Haag, Arti et Amicitiae te Amsterdam en penningmeester van het Nederlands Steuncomité voor beeldende kunstenaars.

## Galerij

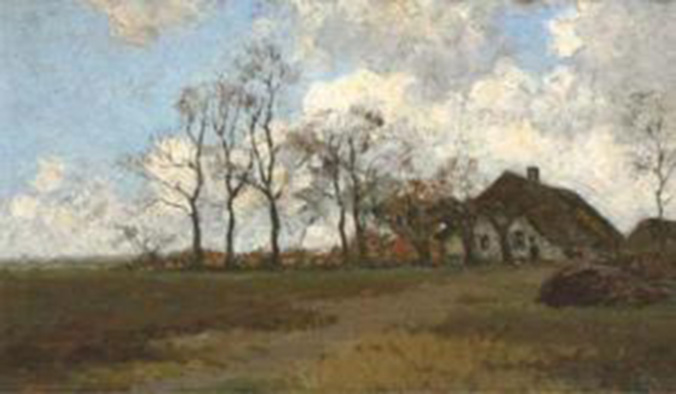
Boerenwoning te Elspeet
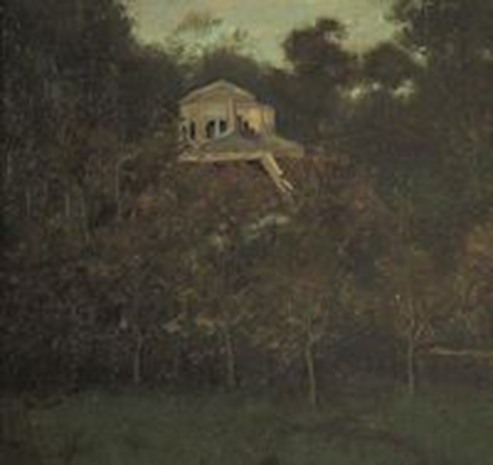
Herfststemming in Rijswijk
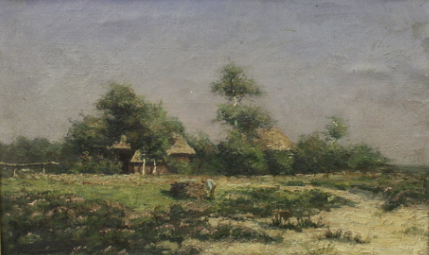
Boer in het veld (1884)
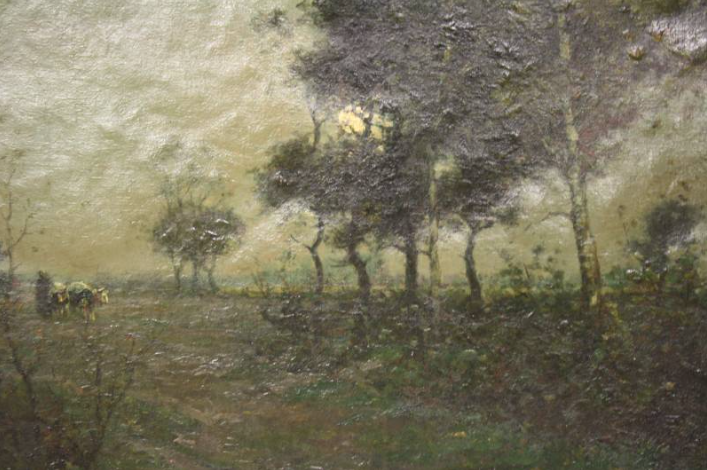
Schemering (opkomende maan)
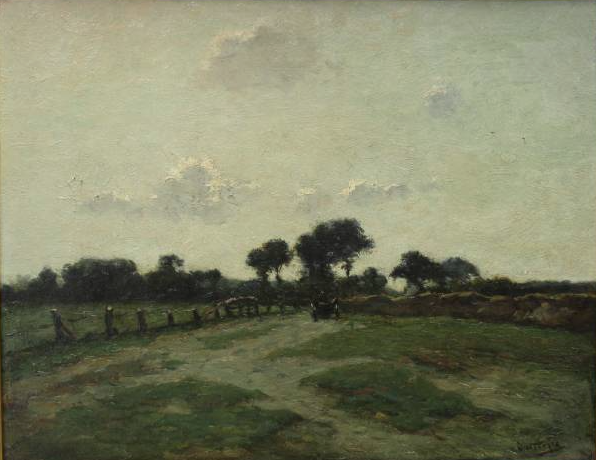
Zandweg in Drenthe
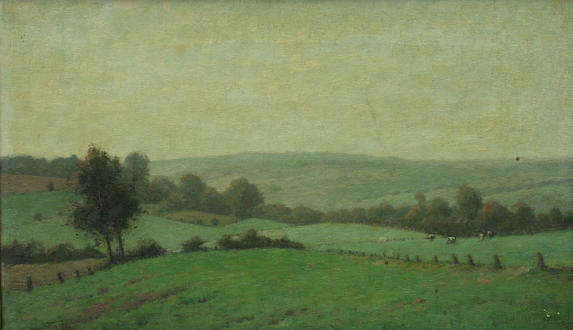
Weiland bij Epen
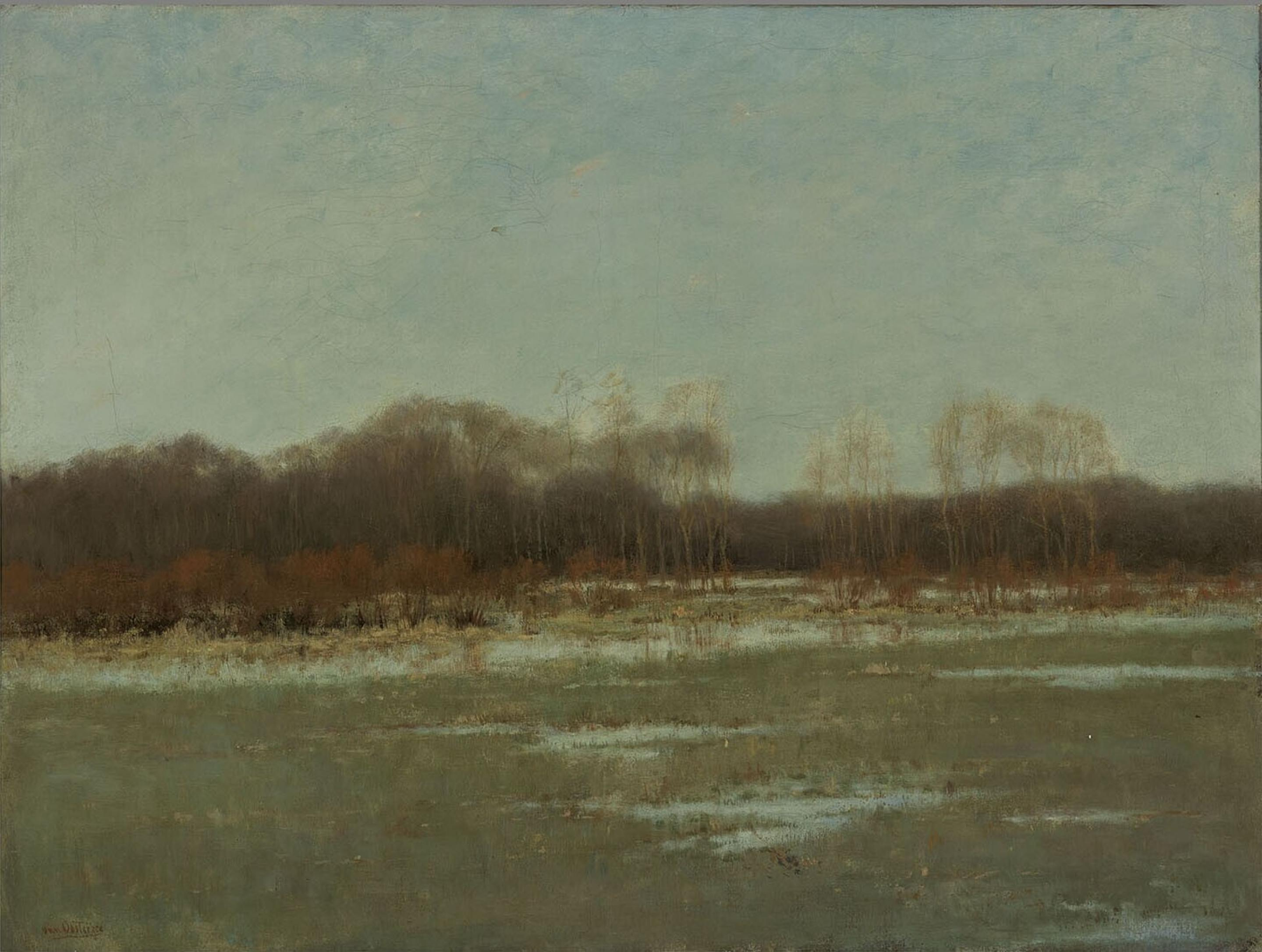
Rijswijk vroeg voorjaar

- Biografisch Portaal: 34737755
- International Standard Name Identifier: 0000 0003 8864 5737
- Nederlandse Thesaurus van Auteursnamen: 069949727
- RKD-Nederlands Instituut voor Kunstgeschiedenis: 60782
- Union List of Artist Names: 500160402
- Virtual International Authority File: 281842773
- WorldCat: E39PBJmDhwpdWfD6YKwQPQkYyd